# Réal
Réal (în catalană Ral) este o comună în departamentul Pyrénées-Orientales din sudul Franței. În 2009 avea o populație de 46 de locuitori.

## Evoluția populației
| An        | 1975 | 1982 | 1990 | 1999 | 2006 | 2009 |
| --------- | ---- | ---- | ---- | ---- | ---- | ---- |
| Populație | 53   | 44   | 25   | 31   | 41   | 46   |